# Huismes
Huismes è un comune francese di 1 573 abitanti situato nel dipartimento dell'Indre e Loira, nella regione del Centro-Valle della Loira.

## Società

### Evoluzione demografica
Abitanti censiti